# Rally del Salento
Il Rally del Salento è un rally automobilistico che si tiene annualmente sulle strade della Provincia di Lecce, solitamente nel mese di maggio.
La gara è organizzata dall'Automobile Club Lecce con il Patrocinio di diverse istituzioni locali.
La competizione è attualmente valida per il Trofeo Italiano Rally.
Le prove speciali che si svolgono tra i tipici muretti a secco del Salento e i tornanti della zona costiera sono particolarmente suggestive e richiamano ogni anno migliaia di appassionati.
Nel 2012 la gara si è tenuta nei giorni 22 e 23 giugno interessando la cittadina di Torre San Giovanni (il kartodromo Pista Salentina ha ospitato riordini, assistenze e prova spettacolo) e le tre p.s. da ripetere tre volte: Palombara, Torre Vado e Specchia. Vincitore l'equipaggio comasco RE-BARIANI su Citroen Xsara WRC.
Nel 2013 la gara non si è disputata ma, grazie ad una deroga della competente federazione sportiva, la CSAI, ha mantenuto la validità per il Campionato Italiano Rally 2014.
Il 30 e 31 maggio 2014 si svolgerà la 47ª edizione del "Rally del Salento" valido per il nuovo Campionato Italiano WRC (che "sostituisce" il Trofeo Rally Asfalto) dedicato alle gare interamente su asfalto "aperte" alla partecipazione delle belle e performanti World Rally Car. Inoltre il rally salentino sarà valido anche per la 5ª Zona del TRN (Trofeo Rally Nazionale) con Coefficiente 2.

## Albo d'oro
| Anno      | Equipaggio                          | Vettura                      |
| --------- | ----------------------------------- | ---------------------------- |
| 1957      | Angelo Calò                         | Fiat 600                     |
| 1958      | Raffaele Dell'Anna                  | Fiat 600                     |
| 1959      | Giovanni Milella                    | Abarth 750                   |
| 1960      | Giorgio Superti                     | Alfa Romeo Giulietta         |
| 1961      | Pellegrino Palomba/Gustavo Goffredo | Fiat 600                     |
| 1962/1972 | non disputato                       | non disputato                |
| 1973      | Di Giosa/Mastrorosa                 | Porsche Carrera 2700 RS      |
| 1974      | Di Gioia/Marini                     | Porsche Carrera 2700 RS      |
| 1975      | Stagnani/Scaioli                    | Lancia Stratos HF            |
| 1976      | Tommasi/Cillo                       | Lancia Fulvia HF 1600        |
| 1977      | Magnani/Mehioas                     | Lancia Stratos HF            |
| 1978      | Tarantini/Ceci                      | Porsche Carrera              |
| 1979      | Bertolo                             | Fiat 131 Abarth              |
| 1980      | Scudieri/Pizzi                      | Porsche Carrera              |
| 1981      | Amphicar/Schermi                    | Porsche 911 SC               |
| 1982      | Cuccirelli/Muttini                  | Porsche 911 Turbo            |
| 1983      | Cuccirelli/Muttini                  | Porsche 3300 Turbo           |
| 1984      | Tommasi/Ciccarese                   | Renault 5 Gt Turbo           |
| 1985      | Runfola/Poli                        | Lancia Rally 037             |
| 1986      | Trombi/Trombi                       | Lancia Rally 037             |
| 1987      | Liatti/Imerito                      | Lancia Rally 037             |
| 1988      | Cerrato/Cerri                       | Lancia Delta Integrale       |
| 1989      | Tabaton/Tedeschini                  | Lancia Delta Integrale       |
| 1990      | Liatti/Tedeschini                   | Lancia Delta Integrale       |
| 1991      | Aghini/Farnocchia                   | Peugeot 405 Mi 16            |
| 1992      | Cunico/Evangelisti                  | Ford Sierra Cosworth         |
| 1993      | Cerrato/Guizzardi                   | Lancia Delta Integrale       |
| 1994      | Cunico/Evangelisti                  | Ford Escort RS Cosworth      |
| 1995      | Cunico/Evangelisti                  | Ford Escort Martini          |
| 1996      | Dallavilla/Fappani                  | Toyota Celica ST 205         |
| 1997      | Dallavilla/Fappani                  | Subaru Impreza               |
| 1998      | Angelo Medeghini/Medeghini          | Ford Escort WRC              |
| 1999      | Andreucci/Bernardini                | Subaru Impreza WRC           |
| 2000      | Andreucci/Bernacchini               | Subaru Impreza WRC           |
| 2001      | Travaglia/Zanella                   | Peugeot 206 WRC              |
| 2002      | Travaglia/Zanella                   | Peugeot 206 WRC              |
| 2003      | Varnakiotis/Theodosiou              | Honda Integra                |
| 2004      | Dallavilla/Canton                   | Renault Clio Super 1600      |
| 2005      | Longhi/Imerito                      | Subaru Impreza               |
| 2006      | Travaglia/Granai                    | Mitsubishi Lancer EVO IX     |
| 2007      | Rossetti/Chiarcossi                 | Peugeot 207 S2000            |
| 2008      | Navarra/D'Amore                     | Abarth Grande Punto S2000    |
| 2009      | Elwis Chentre/Furlan                | Peugeot 206 WRC              |
| 2010      | Jan Kopecký/P. Stary                | Škoda Fabia S2000            |
| 2011      | Andreucci/Andreussi                 | Peugeot 207 S2000            |
| 2012      | Re/Bariani                          | Citroen C4 WRC               |
| 2013      | non disputato                       | non disputato                |
| 2014      | Signor/Bernardi                     | Ford Focus RS WRC            |
| 2015      | Bosca/Aresca                        | Citroen DS3 WRC              |
| 2016      | Signor/Bernardi                     | Ford Focus RS WRC            |
| 2017      | Andreucci/Andreussi                 | Peugeot 208 T16 R5           |
| 2018      | Albertini/Fappani                   | Ford Fiesta RS WRC           |
| 2019      | Fontana C./Arena                    | Hyundai NG i20 WRC           |
| 2020      | non disputato causa COVID-19        | non disputato causa COVID-19 |
| 2021      | Pedersoli/Tomasi                    | Citroen DS3 WRC              |
| 2022      | Campedelli/Rappa                    | Škoda Fabia Rally2 evo       |
| 2023      | Campedelli/Canton                   | Škoda Fabia Rally2 evo       |
| 2024      | Pedersoli/Bonato                    | Citroen DS3 WRC              |
| 2025      | Giuseppe Testa Massimo Bizzocchi    | Škoda Fabia RS Rally2        |